# Original Sin (álbum)
Original Sin es un disco interpretado por Pandora's Box, y producido por Jim Steinman del año de 1989. Steinman escribió la mayoría del álbum, y por consiguiente, hubo un par de covers. Fue el único álbum del grupo.
Aunque las ventas y éxito comerciales no fueron satisfactorias (excepto en Sudáfrica), muchas de las canciones en años posteriores, y con diferentes intérpretes, alcanzaron algo de eso que no se consiguió con el proyecto "Pandora's Box".

## Canciones
Muchas de las canciones intentaron ser grabadas para el disco debut del grupo "The Dream Engine".
| Canción No. | Título                                            | Vocalista Principal                                                                                             | Versiones Subsecuentes |
| ----------- | ------------------------------------------------- | --- | --- |
| 1           | The Invocation                                    | Ellen Foley | interpretado en el musical de Steinman Neverland |
| 2           | Original Sin (The Natives Are Restless Tonight)   | intro y final por Laura Theodore; voz principal por todas las integrantes, destacada: Gina Taylor y Ellen Foley | Taylor Dayne en el soundtrack para la película de 1994 The Shadow; Meat Loaf en Welcome to the Neighborhood; Re-esctrita como Gott ist tot para Tanz der Vampire/Dance of the Vampires |
| 3           | Twentieth Century Fox                             | Ellen Foley | es un cover de: The Doors (1967) |
| 4           | Safe Sex                                          | Gina Taylor | Un demo de "Safe Sex" interpretado por la canadiense Karine Hannah; se espera que salga en el álbum debut de The Dream Engine                                                          |
| 5           | Good Girls Go to Heaven (Bad Girls Go Everywhere) | Holly Sherwood                                                                                                  | Meat Loaf en Bat out of Hell II: Back Into Hell |
| 6           | Requiem Metal                                     | una muestra de Requiem Mass de Verdi                                                                            | reutilizada como pista para el monólogoas "Wasted Youth" de Meat Loaf en Bat out of Hell II: Back Into Hell                                                                            |
| 7           | I've Been Dreaming up a Storm Lately              | monólogo interpretado por Jim Steinman                                                                          | reutiliazado en Dance of the Vampires |
| 8           | It's All Coming Back To Me Now                    | Elaine Caswell                                                                                                  | Céline Dion en Falling Into You; Meat Loaf y Marion Raven en Bat Out of Hell III: The Monster Is Loose                                                                                 |
| 9           | The Opening of the Box                            | un extracto de The Storm, del álbum de 1981, Bad For Good, de Steinman                                          | reutilizado en Dance of the Vampires |
| 10          | The Want Ad                                       | monólogo interpretado por Ellen Foley                                                                           | también aparece en la obra Neverland, de Jim Steinman |
| 11          | My Little Red Book                                | Ellen Foley | es un cover: escrito por Burt Bacharach; los arreglos siguen el cover hecho por Love en su álbum Love.                                                                                 |
| 12          | It Just Won't Quit                                | Elaine Caswell                                                                                                  | Meat Loaf en Bat out of Hell II: Back Into Hell |
| 13          | Pray Lewd                                         | solo de piano de Original Sin, It's All Coming Back... e It Just Won't Quit, interpretado por Steven Margoshes  | utilizado en presentaciones de Dream Engine |
| 14          | The Future Ain't What It Used to Be               | Gina Taylor | Erika Christensen en Wuthering Heights OST (reutilizadando la parte del piano interpretado por Roy Bittan); Meat Loaf y Jennifer Hudson en Bat Out of Hell III                         |

Rory Dodd también contribuyó con su voz, sin embargo, en esta ocasión no se nota tanto como en los demás proyectos de Steinman (Bad For Good, Fire Inc., Faster than the Speed of Night). Otra de las veteranas del Bat Out Of Hell, Ellen Foely, de igual manera hizo su aprarición.

## Personal
- Elaine Caswell — Voz
- Ellen Foley — Voz
- Gina Taylor — Voz
- Deliria Wilde — Voz
- Jim Steinman — Teclados

## Banda
- Eddie Martínez — Guitarras
- Steve Buslowe — Bajo y Guitarra
- Tony Levin — Bajo en "Original Sin (The Natives Are Restless Tonight)"
- Roy Bittan — Piano
- Steven Margoshes — Piano en "Pray Lewd"
- Jeff Bova — Sintetizador, Teclados
- Jimmy Bralower — Perucusiones
- Todd Rundgren, Eric Troyer, Rory Dodd, Holly Sherwood, Laura Theodore — Coros (2das y 3ras voces)
- Curtis King, Tawatha Agee, Vaneese Thomas, Brenda King, Darryl Tookes — Coros
- New York Philharmonic (Orquesta Filarmónica de Nueva York) (dirigida por Steven Margoshes) — Orquesta en "The Opening of the Box"